# VAL (гурт)
«VAL» — білоруський музичний дует, який виконує свої пісні у жанрі R&B, поп та хіп-хоп. Був створений 2016 року вокалісткою Валерією Грибусовою та музичним продюсером Владом Пашкевичем. Представники Білорусі на пісенному конкурсі «Євробачення-2020» з піснею «Да відна».

## Історія
Назва дуету «VAL» складається з імен його учасників — Влад енд Лєра (англ. Vlad and Lera), таку назву придумала бабуся Пашкевича.

## Склад
- Валерія Грибусова — вокалістка, авторка пісень.
- Влад Пашкевич — музичний продюсер, автор пісень та мультиінструменталіст.